# Santiago Carrillo
Santiago Carrillo (ur. 18 stycznia 1915 w Gijón, zm. 18 września 2012 w Madrycie) – hiszpański działacz polityczny, w latach 1960–1982 sekretarz generalny Komunistycznej Partii Hiszpanii (PCE).

## Życiorys
W 1928 wstąpił do młodzieżówki socjalistycznej. W latach 1934–1936 był więziony, a po zwolnieniu wstąpił do partii komunistycznej. W listopadzie 1936, podczas oblężenia Madrytu przez frankistów, był komisarzem miejskim ds. porządku publicznego. Od 1937 członek Komitetu Centralnego partii.
W latach 1936–1976 przebywał na emigracji – najpierw wyjechał do ZSRR, a następnie do Francji. Kierował partyzanckimi działaniami partii komunistycznej usiłującej obalić gen. Franco. Do 1956 pozostawał stalinistą (w sierpniu 1948 spotkał się ze Stalinem osobiście), jednak po sowieckiej inwazji na Węgry zerwał ze stalinizmem.
3 lipca 1960 został szefem PCE. Kierował partią z Paryża, a do Hiszpanii wrócił dopiero po śmierci gen. Franco w 1975. W sierpniu 1968 potępił interwencję wojsk Układu Warszawskiego w Czechosłowacji. W latach 70. stał się zwolennikiem eurokomunizmu (współtwórca tej gałęzi ideologii) i zwolennikiem pojednania z demokratami, socjalistami i reformistami z obozu Franco. Po 1976 poparł wprowadzenie ustroju parlamentarnego w Hiszpanii. Zaprzyjaźnił się z królem Juanem Carlosem i z premierem Adolfo Suarezem. W 1977 został wybrany do Kongresu Deputowanych. Poparł przystąpienie Hiszpanii do NATO i EWG. W 1982 odstąpił od eurokomunizmu, wywołując tym rozłam w PCE. W tym samym roku przestał pełnić funkcję sekretarza generalnego partii. W 1985 został usunięty z PCE, po czym założył własną partię o nazwie Partido de los Trabajadores de España-Unidad Comunista – Partia Pracujących Hiszpanii – Jedność Robotnicza, której przewodniczącym był do 1991.
Zmarł w 2012 roku w wieku 97 lat.
Gdyby wszyscy komuniści byli tacy, jak Santiago Carrillo, świat byłby lepszy i piękniejszy – napisała o nim Oriana Fallaci, której udzielił wywiadu w 1975 roku, na kilka miesięcy przed śmiercią Franco, precyzyjnie przewidując w nim pokojowe przejście Hiszpanii od dyktatury do demokracji.